# Fatoma
Fatoma è un comune rurale del Mali facente parte del circondario di Mopti, nella regione omonima.
Il comune è composto da 24 nuclei abitati:
- Badiongo
- Boumboukoré
- Daladougou
- Danna
- Degou
- Dessere
- Diaborki
- Diambadougou
- Fatoma
- Gadari
- Gninankou
- Kandioli Maoudé

- Komboko
- Koriyawel
- Koumbel-Gaoudé
- Niacongo
- Sabe
- Samaloye
- Sangoubaka-Djenneri
- Saré-Dera
- Sassourou
- Thy
- Tiaboly Adjouma
- Trompesse